# アナザーユー
「アナザーユー」は、2016年2月10日に発売された、赤マルダッシュ☆の3枚目のメジャー・フィジカルシングルにして最後のメジャー・フィジカルシングル。

## 概要
プロデューサーの貝塚翔太朗によれば、「アナザーユー」は"There will never be another you."、すなわち「あなたなしでは」ということ。「こころのピアス」は2ペアで1組のピアスのことであるし、ピアスホールを開けるときの痛みであったり、そういうものも内包している。ギターソロ、「アナザーユー」は意図的に展開しない手法をとっていますが、「あなたなしでは」≒「あなたはあなたのままでいいのだ」ということを…「こころのピアス」ではハーモナイズドチョーキングで始まります。ふたつでひとつだけど完全にひとつにはなりきれない、そんなことを表していますとしている。

## アナザーユー
シングル「アナザーユー」は、赤マルダッシュ☆の3枚目のメジャー・フィジカルシングルにして最後のメジャー・フィジカルシングル。

### 収録曲（うどん盤）
CD
1. アナザーユー [3:53]
作詞：田部友太郎、作曲・編曲：田部友太郎&鈴木克崇
2. ワンダーランド by ぽんこつマシンガン（北澤鞠佳&大西菜友） [4:10]
作詞、作曲・編曲：北澤鞠佳&大西菜友&田辺恵二
3. 伝統のDASIと情熱のDASHの間 [4:23]
作詞：田部友太郎、作曲：鈴木克崇、編曲：鈴木克崇&田部友太郎
4. こころのピアス [4:13]
作詞：田部友太郎、作曲：村山シベリウス達彦、編曲：村山シベリウス達彦&田部友太郎

### 収録曲（そば盤）
CD
1. アナザーユー [3:53]
作詞：田部友太郎、作曲・編曲：田部友太郎&鈴木克崇
2. 恋するトーラーズ by トーラーズ（玉城茉里＆川村彩花） [4:02]
作詞、作曲・編曲：玉城茉里&川村彩花&佐々木宏人
3. 伝統のDASIと情熱のDASHの間 [4:23]
作詞：田部友太郎、作曲：鈴木克崇、編曲：鈴木克崇&田部友太郎
4. こころのピアス [4:13]
作詞：田部友太郎、作曲：村山シベリウス達彦、編曲：村山シベリウス達彦&田部友太郎

## リリースイベント
| 日にち     | 曜日 | 開始時刻 | 会場                                                       | セットリスト 他 |
| ---------- | ---- | -------- | ---------------------------------------------------------- | --- |
| 2015/8/30  | 日   |          | 南青山Future SEVEN                                         | ファン感謝イベントの最後に発表/予約会のみ |
| 2015/9/5   | 土   | 13:00    | 新星堂サンシャインシティアルタ店                           | クロノス 明日もきっと急上昇☆ Sticky Heart うわさのジャパニーズボーイ ワンダフル☆スマイル |
| 2015/9/5   | 土   | 15:00    | 新星堂サンシャインシティアルタ店                           | ヒッパレ☆うどんそば 5 Minutes Ruler ワンダフル☆スマイル 赤マル急上昇ダッシュ!!!! 4 colors |
| 2015/9/6   | 日   | 13:00    | イオン狭山店1F特設催事場                                   | 赤マル急上昇ダッシュ!!!! クロノス 5 Minutes Ruler Heart Beat ワンダフル☆スマイル |
| 2015/9/6   | 日   | 15:00    | イオン狭山店 1F特設催事場                                  | クロノス 5 Minutes Ruler Beside you 明日もきっと急上昇 |
| 2015/9/12  | 土   | 13:00    | モラージュ菖蒲 1F滝のコート                                | 赤マル急上昇ダッシュ!!!! 食べて、笑って、生きていく。 Beside you 4 colors |
| 2015/9/12  | 土   | 15:00    | モラージュ菖蒲 1F滝のコート                                | ワンダフルスマイル 赤い毬のように Sticky Heart クロノス |
| 2015/9/13  | 日   | 16:00    | NBSまつり2015                                              | |
| 2015/9/19  | 土   | 13:00    | 西武船橋店 2Fカーニバル広場                                | Heartbeat ワンダフル☆スマイル クロノス 4 colors |
| 2015/9/20  | 日   | 18:00    | HMVエソラ池袋                                              | 食べて、笑って、生きていく。 Beside you クロノス 4 colors 赤マル急上昇ダッシュ!!!! |
| 2015/9/20  | 日   | 20:00    | HMVエソラ池袋                                              | ヒッパレ☆うどんそば Sticky Heart 5 minutes ruler 赤い鞠のように うわさのジャパニーズボーイ |
| 2016/9/22  | 木   |          | アイドルプラネットプレミアムLIVE 前夜祭 DAY                | Ready 緑のたけだ ワンダフル☆スマイル 赤マル急上昇ダッシュ!!!! |
| 2015/9/26  | 土   | 12:00    | イオンモール日の出専門店街 1Fメインコート                  | 赤マル急上昇ダッシュ!!!! うわさのジャパニーズボーイ 赤い鞠のように 食べて、笑って、生きていく。 ワンダフル☆スマイル                                                                                      |
| 2015/9/26  | 土   | 14:00    | イオンモール日の出専門店街 1Fメインコート                  | ヒッパレ☆うどんそば 明日もきっと急上昇☆ 赤い鞠のように 5 Minutes Ruler 4 colors |
| 2015/9/27  | 日   | 13:00    | タワーレコード池袋店 6F特設イベントスペース                | クロノス Beside you 5 Minutes Ruler うわさのジャパニーズボーイ 4 colors |
| 2015/9/27  | 日   | 15:00    | タワーレコード池袋店 6F特設イベントスペース                | 赤マル急上昇ダッシュ!!!! Sticky Heart 明日もきっと急上昇☆ ワンダフル☆スマイル |
| 2015/10/3  | 土   | 14:00    | あべのHoop 1Fオープンエアプラザ                            | |
| 2015/10/3  | 土   | 16:00    | あべのHoop 1Fオープンエアプラザ                            | |
| 2015/10/4  | 日   | 12:40    | OSAKA IDOL WARS 2015～大阪唄姫合戦～本丸ステージ           | 赤マル急上昇ダッシュ!!!! うわさのジャパニーズボーイ ワンダフル☆スマイル |
| 2015/10/4  | 日   | 15:45    | OSAKA IDOL WARS 2015～大阪唄姫合戦～城門ステージ           | 赤マル急上昇ダッシュ!!!! 明日もきっと急上昇☆ 4colors |
| 2015/10/10 | 土   | 13:00    | サビア飯能                                                 | 赤マル急上昇ダッシュ!!!! 食べて、笑って、生きていく。 赤い鞠のように Sticky Heart ワンダフル☆スマイル |
| 2015/10/10 | 土   | 18:30    | アキバ☆ソフマップ1号店 8階                                 | Heart Beat 明日もきっと急上昇☆ Snow celebraton(アイドリング) S.O.W.センスオブワンダー(アイドリング) 赤マル急上昇ダッシュ!!!!                                                                             |
| 2015/10/11 | 日   | 18:00    | 日本コロムビア株式会社本社 1F                              | ワンダフル☆スマイル 食べて、笑って、生きていく。 クロノス 君は僕だ(川村ソロ) CHE.R.RY(川村ソロ) 4 colors 〈アンコール〉 ワンダフル☆スマイル 4 colors                                                     |
| 2015/10/12 | 月   | 13:00    | 大宮アルシェ 1Fイベントスペース                            | |
| 2015/10/12 | 月   | 15:00    | 大宮アルシェ 1Fイベントスペース                            | |
| 2015/10/17 | 土   | 13:00    | 八景島シーパラダイス アクアミュージアム4F アクアスタジアム | 赤マル急上昇ダッシュ!!!! Sticky Heart ワンダフル☆スマイル |
| 2015/10/17 | 土   | 14:30    | 八景島シーパラダイス アクアミュージアム4F アクアスタジアム | ワンダフル☆スマイル 食べて、笑って、生きていく。 4 colors |
| 2015/10/17 | 土   | 16:30    | 八景島シーパラダイス アクアミュージアム4F アクアスタジアム | ヒッパレ☆うどんそば うわさのジャパニーズボーイ 赤マル急上昇ダッシュ!!!! |
| 2015/10/18 | 日   | 13:00    | 八景島シーパラダイス アクアミュージアム4F アクアスタジアム | |
| 2015/10/18 | 日   | 14:30    | 八景島シーパラダイス アクアミュージアム4F アクアスタジアム | |
| 2015/10/18 | 日   | 16:30    | 八景島シーパラダイス アクアミュージアム4F アクアスタジアム | |
| 2015/10/24 | 土   | 13:00    | イオンモール羽生専門店街 1F西コート                        | 赤マル急上昇ダッシュ!!!! 明日もきっと急上昇☆ 食べて、笑って、生きていく。 Sticky Heart クロノス |
| 2015/10/24 | 土   | 15:00    | イオンモール羽生専門店街 1F西コート                        | ワンダフル☆スマイル 食べて、笑って、生きていく。 赤い鞠のように うわさのジャパニーズボーイ 4 colors |
| 2015/10/25 | 日   | 16:00    | タワーレコード川崎店 店内イベントスペース                  | 赤マル急上昇ダッシュ!!!! 恋するトーラーズ Beside You Heart Beat クロノス |
| 2015/10/25 | 日   | 18:00    | タワーレコード川崎店 店内イベントスペース                  | ヒッパレ☆うどんそば 恋するトーラーズ クロノス 5 minutes ruler 4 colors |
| 2015/10/31 | 土   | 13:00    | 新星堂サンシャインシティアルタ店 店内イベントスペース      | 赤マル急上昇ダッシュ!!!! 食べて、笑って、生きていく。 恋するトーラーズ クロノス |
| 2015/10/31 | 土   | 15:00    | 新星堂サンシャインシティアルタ店 店内イベントスペース      | ワンダフル☆スマイル Beside you うわさのジャパニーズボーイ 4 colors |
| 2015/11/1  | 日   | 14:30    | BSN新潟放送「キッズフェスティバル2015」                    | |
| 2015/11/8  | 日   | 18:00    | 新星堂サンシャインシティアルタ店 店内イベントスペース      | |
| 2015/11/14 | 土   | 11:00    | ダイバーシティ東京 2Fフェスティバル広場                    | |
| 2015/11/14 | 土   | 13:00    | ダイバーシティ東京 2Fフェスティバル広場                    | |
| 2015/11/15 | 日   | 13:00    | ららぽーと柏の葉 本館2Fセンタープラザ                      | 赤マル急上昇ダッシュ!!!! 恋するトーラーズ クロノス Heart beat ワンダフル☆スマイル |
| 2015/11/15 | 日   | 15:00    | ららぽーと柏の葉 本館2Fセンタープラザ                      | 赤マル急上昇ダッシュ!!!! 5 minutes ruler うわさのジャパニーズボーイ ワンダフル☆スマイル 4 colors |
| 2015/11/21 | 土   | 14:00    | タワーレコード八王子店 店内イベントスペース                | |
| 2015/11/21 | 土   | 16:00    | タワーレコード八王子店 店内イベントスペース                | ワンダフル☆スマイル 食べて、笑って、生きていく。 4 colors うわさのジャパニーズボーイ 赤マル急上昇ダッシュ!!!!                                                                                            |
| 2015/11/22 | 日   | 13:00    | モザイクモール港北                                         | ヒッパレうどんそば UDON☆SHAKALAKA 5 minutes ruler クロノス 4colors |
| 2015/11/22 | 日   | 15:00    | モザイクモール港北                                         | 赤マル急上昇ダッシュ!!!! 恋するトーラーズ Beside you Heart Beat ワンダフル☆スマイル |
| 2015/11/23 | 月   | 13:00    | タワーレコード錦糸町店 店内イベントスペース                | 赤マル急上昇ダッシュ!!!! 食べて、笑って、生きていく。 赤い鞠のように sticky heart ワンダフル☆スマイル |
| 2015/11/23 | 月   | 15:00    | タワーレコード錦糸町店 店内イベントスペース                | ヒッパレ☆うどんそば 5 minutes ruler Sticky Heart うわさのジャパニーズボーイ 4 colors |
| 2015/11/28 | 土   | 11:00    | 東武百貨店池袋店 8F屋上スカイデッキ広場                    | 赤マル急上昇ダッシュ!!!! 食べて、笑って、生きていく。 クロノス Sticky Heart ワンダフル☆スマイル |
| 2015/11/28 | 土   | 13:00    | 東武百貨店池袋店 8F屋上スカイデッキ広場                    | ワンダフル☆スマイル 5 minutes ruler Heartbeat うわさのジャパニーズボーイ 4 colors |
| 2015/11/29 | 日   | 13:00    | 上尾ショーサンプラザ 1Fセンターコート                      | 赤マル急上昇ダッシュ!!!! 食べて、笑って、生きていく。 Beside You Sticky Heart ワンダフル☆スマイル |
| 2015/11/29 | 日   | 13:00    | 上尾ショーサンプラザ 1Fセンターコート                      | |
| 2015/12/5  | 土   | 13:00    | タワーレコード川崎店 店内イベントスペース                  | 赤マル急上昇ダッシュ!!!! うわさのジャパニーズボーイ 5 minutes ruler Sticky Heart 4 colors |
| 2015/12/5  | 土   | 15:00    | タワーレコード川崎店 店内イベントスペース                  | ヒッパレ☆うどんそば 明日もきっと急上昇☆ Heartbeat UDON☆SHAKALAKA ワンダフル☆スマイル |
| 2015/12/6  | 日   | 15:30    | アキバ☆ソフマップ1号店 8F                                  | 影ナレ(玉→北→大) ワンダフル☆スマイル 食べて、笑って、生きていく。 赤マル急上昇ダッシュ 4Colors |
| 2015/12/12 | 土   | 13:00    | HMVエソラ池袋 店内イベントスペース                         | 赤マル急上昇ダッシュ!!!! 明日もきっと急上昇☆ 恋するトーラーズ 赤い鞠のように ワンダフル☆スマイル |
| 2015/12/12 | 土   | 15:00    | HMVエソラ池袋 店内イベントスペース                         | 5 minutes ruler Sticky Heart クロノス 4 colors 赤マル急上昇ダッシュ!!!! |
| 2015/12/13 | 日   | 13:00    | ららぽーと横浜 1Fセントラルガーデン                        | 赤マル急上昇ダッシュ!!!! 食べて、笑って、生きていく。 ワンダフル☆スマイル クロノス アナザーユー |
| 2015/12/13 | 日   | 15:00    | ららぽーと横浜 1Fセントラルガーデン                        | ワンダフル☆スマイル 赤マル急上昇ダッシュ!!!! うわさのジャパニーズボーイ 4 colors アナザーユー |
| 2015/12/19 | 土   | 12:00    | HMVルミネエスト新宿 屋上スペース                           | 特典会のみ |
| 2015/12/20 | 日   | 19:00    | タワーレコード名古屋パルコ店 店内イベントスペース          | 特典会のみ |
| 2015/12/23 | 水   | 18:00    | 新星堂サンシャインシティアルタ店 店内イベントスペース      | 赤マル急上昇ダッシュ!!!! ワンダフル☆スマイル アナザーユー 恋するトーラーズ(トーラーズ) 4colors |
| 2015/12/24 | 木   | 19:00    | アキバ☆ソフマップ1号店 8F                                  | 赤マル急上昇ダッシュ!!!! 食べて、笑って、生きていく。 LAST CHRISTMAS(ジェネレーションズ) White Love(カミing) 赤鼻のトナカイ(全員)                                                                        |
| 2015/12/26 | 土   | 15:00    | タワーレコード横浜ビブレ店 店内イベントスペース            | 4colors 5 minutes ruler こころのピアス 赤マル急上昇ダッシュ!!!! アナザーユー |
| 2015/12/27 | 日   | 13:00    | 日本コロムビア株式会社 1F                                  | 個別面会＆年越し麺会イベントのみ |
| 2015/12/27 | 日   | 14:15    | 日本コロムビア株式会社 1F                                  | 個別面会＆年越し麺会イベントのみ |
| 2015/12/27 | 日   | 15:30    | 日本コロムビア株式会社 1F                                  | 個別面会＆年越し麺会イベントのみ |
| 2015/12/27 | 日   | 17:30    | 日本コロムビア株式会社 1F                                  | 個別面会＆年越し麺会イベントのみ |
| 2015/12/27 | 日   | 18:30    | 日本コロムビア株式会社 1F                                  | 個別面会＆年越し麺会イベントのみ |
| 2016/1/3   | 日   | 13:00    | 明治神宮                                                   | 初詣のみ (リリースイベントではない) |
| 2016/1/9   | 土   | 13:00    | モザイクモール港北                                         | |
| 2016/1/9   | 土   | 15:00    | モザイクモール港北                                         | |
| 2016/1/10  | 日   | 13:00    | HMVエソラ池袋                                              | こころのピアス Sticky Heart アナザーユー 5 minutes ruler 4 colors |
| 2016/1/10  | 日   | 15:00    | HMVエソラ池袋                                              | |
| 2016/1/11  | 月   | 16:00    | タワーレコード横浜ビブレ                                   | |
| 2016/1/16  | 土   | 18:30    | アキバ☆ソフマップ1号店 8F                                  | |
| 2016/1/17  | 日   | 11:00    | カラオケ本舗まねきねこ赤坂店                               | |
| 2016/1/17  | 日   | 12:15    | カラオケ本舗まねきねこ赤坂店                               | |
| 2016/1/17  | 日   | 14:45    | カラオケ本舗まねきねこ赤坂店                               | |
| 2016/1/17  | 日   | 16:00    | カラオケ本舗まねきねこ赤坂店                               | |
| 2016/1/17  | 日   | 17:15    | カラオケ本舗まねきねこ赤坂店                               | |
| 2016/1/23  | 土   | 13:15    | 東京ゲーム音楽ショー2016晴海客船ターミナル ４Ｆ            | |
| 2016/1/23  | 土   | 17:30    | TOWERmini汐留店                                            | 特典会のみ |
| 2016/1/24  | 日   | 12:00    | 新星堂サンシャインシティアルタ店                           | アナザーユー Sticky Heart クロノス Beside you こころのピアス |
| 2016/1/24  | 日   | 14:00    | 新星堂サンシャインシティアルタ店                           | 赤マル急上昇ダッシュ!!!! 明日もきっと急上昇☆ クロノス こころのピアス アナザーユー |
| 2016/1/30  | 土   | 12:00    | 東京Princess GIG♪AKIBAカルチャーズ劇場                     | .赤マル急上昇ダッシュ アナザーユー UDON☆SHAKALAKA うわさのジャパニーズボーイ こころのピアス 4colors |
| 2016/1/30  | 土   | 17:00    | タワーレコード池袋店 6F特設イベントスペース                | Sticky Heart Beside you 5 Minutes Ruler アナザーユー こころのピアス |
| 2016/1/30  | 土   | 19:00    | タワーレコード池袋店 6F特設イベントスペース                | アナザーユー こころのピアス 明日もきっと急上昇 4 colors 赤マル 急上昇ダッシュ!!!! |
| 2016/1/31  | 日   | 13:00    | タワーレコード吉祥寺店 ヨドバシ吉祥寺2Fイベントスペース    | |
| 2016/1/31  | 日   | 15:00    | タワーレコード吉祥寺店 ヨドバシ吉祥寺2Fイベントスペース    | |
| 2016/2/5   | 金   | 19:30    | ニコニコ本社                                               | 赤マル急上昇ダッシュ!!!! アナザーユー 伝統のDASIと情熱のDASHの間 こころのピアス |
| 2016/2/6   | 土   | 13:00    | ダイバーシティ東京 2Fフェスティバル広場                    | ワンダフル☆スマイル 恋するトーラーズ ワンダーランド 伝統のDASIと情熱のDASHの間 アナザーユー |
| 2016/2/6   | 土   | 15:00    | ダイバーシティ東京 2Fフェスティバル広場                    | 赤マル急上昇ダッシュ!!!! アナザーユー 伝統のDASIと情熱のDASHの間 4colors こころのピアス |
| 2016/2/7   | 日   | 11:30    | 大宮アルシェ 1Fイベントスペース                            | 赤マル急上昇ダッシュ!!!! アナザーユー 伝統のDASIと情熱のDASHの間 4colors こころのピアス |
| 2016/2/7   | 日   | 16:00    | 大宮アルシェ 1Fイベントスペース                            | アナザーユー 伝統のDASIと情熱のDASHの間 恋するトーラーズ ワンダーランド こころのピアス |
| 2016/2/8   | 月   | 19:00    | HMVエソラ池袋 店内イベントスペース                         | |
| 2016/2/9   | 火   | 19:00    | タワーレコード渋谷店 4Fイベントスペース                    | 赤マル急上昇ダッシュ アナザーユー 伝統のDASIと情熱のDASH 4color こころのピアス |
| 2016/2/10  | 水   | 18:30    | ららぽーと豊洲 シーサイドデッキメインステージ              | 4 colors ワンダフル☆スマイル アナザーユー 伝統のDASIと情熱のDASHの間 恋するトーラーズ ワンダーランド こころのピアス 赤マル急上昇ダッシュ!!!!                                                             |
| 2016/2/11  | 木   | 14:00    | 新星堂サンシャインシティアルタ店 店内イベントスペース      | 赤マル急上昇ダッシュ!!!! アナザーユー うわさのジャパニーズボーイ 伝統のDASIと情熱のDASHの間 4 colors |
| 2016/2/11  | 木   | 16:30    | 新星堂サンシャインシティアルタ店 店内イベントスペース      | 伝統のDASIと情熱のDASHの間 アナザーユー クロノス Sticky Heart こころのピアス |
| 2016/2/12  | 金   | 19:00    | タワーレコード錦糸町店 店内イベントスペース                | アナザーユー 伝統のDASIと情熱のDASHの間 4 colors こころのピアス 赤マル急上昇ダッシュ!!!! |
| 2016/2/13  | 土   | 12:30    | タワーレコード横浜ビブレ店                                 | |
| 2016/2/13  | 土   | 18:30    | アキバ☆ソフマップ1号店 8F                                  | アナザーユー クロノス バレンタイン・キッス READY!! |
| 2016/2/14  | 日   | 12:00    | ららぽーと柏の葉 本館2Fセンタープラザ                      | 赤マル急上昇ダッシュ!!!! 食べて、笑って、生きていく。 赤い鞠のように クロノス Beside you アナザーユー 4 colors                                                                                           |
| 2016/2/14  | 日   | 14:30    | ららぽーと柏の葉 本館2Fセンタープラザ                      | ヒッパレ☆うどんそば UDON☆SHAKALAKA 伝統のDASIと情熱のDASHの間 Heartbeat Sticky Heart 明日もきっと急上昇☆ こころのピアス                                                                                  |
| 2016/2/14  | 日   | 17:00    | ららぽーと柏の葉 本館2Fセンタープラザ                      | ワンダフル☆スマイル うわさのジャパニーズボーイ 伝統のDASIと情熱のDASHの間 5 Minutes Ruler 恋するトーラーズ ワンダーランド アナザーユー こころのピアス 【おかわり】 アナザーユー 赤マル急上昇ダッシュ!!!! |
| 2016/5/15  | 日   | 14:00    | タワーレコード盛岡店                                       | トーク＆ゲーム大会＆特典会＆お見送り会 |